# 松野明美
松野明美（1968年4月27日—）為日本女子長跑運動員，曾在1990年亞運會10000米跑比賽中獲得銅牌。
2010年因故鄉植木町併入熊本市，參選熊本市議會議員補選並當選。2015年4月轉選熊本縣議會議員並當選。2019年4月再次當選。
2022年3月末表示將代表日本維新會參選同年7月舉行的參議員選舉。

## 外部連結
- 官方網站 （页面存档备份，存于）
- 個人網站 （页面存档备份，存于）